# Gaisberg (berg i Österrike, Tyrolen)
Gaisberg är ett berg i Österrike.   Det ligger i distriktet Kitzbühel och förbundslandet Tyrolen, i den centrala delen av landet, 300 km väster om huvudstaden Wien. Toppen på Gaisberg är 1 775 meter över havet, eller 251 meter över den omgivande terrängen. Bredden vid basen är 2,7 km.
Terrängen runt Gaisberg är kuperad åt nordost, men åt sydväst är den bergig. Närmaste större samhälle är Kufstein, 19,6 km nordväst om Gaisberg. 
I omgivningarna runt Gaisberg växer i huvudsak blandskog. Runt Gaisberg är det ganska tätbefolkat, med 52 invånare per kvadratkilometer.